# San José de Chuén
San José de Chuén är en ort i Mexiko.   Den ligger i kommunen Ario och delstaten Michoacán de Ocampo, i den södra delen av landet, 280 km väster om huvudstaden Mexico City. San José de Chuén ligger 1 804 meter över havet och antalet invånare är 634.
Terrängen runt San José de Chuén är huvudsakligen kuperad, men västerut är den bergig. Runt San José de Chuén är det ganska tätbefolkat, med 54 invånare per kvadratkilometer. Närmaste större samhälle är Ario de Rosales, 9,2 km sydost om San José de Chuén. I omgivningarna runt San José de Chuén växer huvudsakligen savannskog.